# Bataille de Zwartewaal
guerre des Hameçons et des Cabillauds
La bataille de Zwartewaal (également connue sous le nom de bataille sur la Meuse) était une bataille navale qui a eu lieu entre le 3 et le 5 juillet 1351 à Zwartewaal entre les flottes de Marguerite de Bavière et celle de son fils Guillaume V de Hollande pendant les échauffourées de la guerre des Hameçons et des Cabillauds.

## Déroulement
La bataille pour le comté de Hollande entre Marguerite qui soutenait le parti des Hameçons et Guillaume qui avait le parti des Cabillauds derrière lui, avait déjà conduit à la bataille de Veere en juin de cette année-là, victoire remportée par les premiers sous le commandement de Thierry III de Brederode. Marguerite avait alors reçu de l'aide d'Édouard III, qui était marié à sa sœur Philippa de Hainaut.
Dès lors, Guillaume a immédiatement commencé les préparatifs de la prochaine confrontation. Des cogues ont été réquisitionnés. De nouvelles recrues ont été formées à Dordrecht, Brielle, Rotterdam et Haarlem et rassemblées à Schiedam.
Comme Marguerite avait Jan van Heenvliet comme allié, il lui a permis d'utiliser la rivière Bernisse pour débarquer une flotte d'invasion anglaise. Pour contrer cet avantage, Guillaume essaya à son tour de faire de la vicomtesse de Zélande, Dame Machteld van Voorne, une alliée. Et il y réussit. Il a pu ainsi se rendre sur les lieux de la bataille avec son armée et remporter une victoire. Thierry III de Brederode a été fait prisonnier. La tradition veut que le Meuse soit devenue rouge de sang lors des combats.

## Conséquences
Guillaume a fait don de ses armes et son armure à l'église de s'Gravenzande en remerciement pour la victoire et plus tard, cette année-là, il a élevé une chapelle à Bakkum.
Après le succès de la bataille de Zwartewaal, Guillaume V a poursuivi sa campagne contre les dix-sept châteaux du parti des Hameçons. En juin, il conquit le château de Polanen (nl), puis assiégea les châteaux de Vreeland (nl), Poelgeest (nl), Mont-Sainte-Gertrude, entre autres. Le siège de Mont-Sainte-Gertrude (ou Geertruidenberg) (nl) a duré plus d'un an, peut-être à cause des documents conservés dans la place qui étaient importants pour Guillaume V.
Edouard III avait promis de soutenir Marguerite avec une armée qui arrêterait son fils Guillaume, mais cette promesse n'a pas été tenue. Au contraire, peu de temps après cette bataille, Édouard d'Angleterre apportera son soutien à Guillaume. En 1354, Marguerite fut forcée de conclure un traité avec son fils.

## Sources
- (nl) Calendrier maritime du 5 juillet 1351 sur le site internet du scheepvaartmuseum.nl
- (nl) M.A. van Alphen: Kroniek der Zeemacht (2003)